# StreetDance 2
StreetDance 2 è un film del 2012 diretto da Max Giwa e Dania Pasquini, sequel di StreetDance 3D.

## Trama
Dopo aver assistito a una sua sfida, il giovane Eddie (George Sampson) propone al ballerino Ash (Falk Hentschel) di diventare il suo manager e di creare una crew con i migliori ballerini di strada europei per gareggiare a un campionato mondiale ospitato a Parigi. Dopo aver reclutato membri di varie nazionalità, Ash decide di rischiare contaminando la sua coreografia con elementi della danze latino-americane, grazie al contributo della ballerina di salsa Eva (Sofia Boutella). Il gruppo supera pian piano le diffidenze in merito al progetto e si prepara alla fusion dei due stili.

## Colonna sonora
1. Go In Go Hard Ft Wretch 32 - Angel
2. Domino - Jessie J
3. High & Low - Sunday Girl
4. Rockstar - Dappy
5. Who Says You Can't Have It All - Dionne Bromfield
6. Invincible - Anwar 'Fliistylz' Burton
7. Rack City - Tyga
8. Bow Wow Wow Ft Chipmunk - Bodyrox
9. Superbass - Nicki Minaj
10. Mama Do The Hump - Rizzle Kicks
11. The Motto Ft Lil Wayne - Drake
12. Troublemaker - Taio Cruz
13. Bright Lights Ft Pixie Lott - Tinchy Stryder
14. Burning Benches - Morning Runner
15. Unorthodox Ft Example - Wretch 32
16. Apache - Incredible Bongo Band
17. Midnight Caller - Chase & Status
18. Bass Down Low Static Avenger Remix - Dev
19. Together - Herve
20. Hold On - Skepta
21. Baudelaires Tango - Lloyd Perrin & Jordan Crisp
22. Catacombs Remix - Lloyd Perrin & Jordan Crisp
23. Cuba 2012 Dj Rebel Streetdance 2 Remix - Latin Formation
24. Agua Remix - Los Van Van
25. Ride My Beat - Polluted Mindz